# Museum für Literatur am Oberrhein
Das Museum für Literatur am Oberrhein in Karlsruhe ist ein Museum über das literarische Leben in der Oberrhein-Region. Es wird unterhalten von der Literarischen Gesellschaft Karlsruhe. 1926 wurde es erstmals eröffnet und gehört damit zu den ältesten Literaturmuseen in Deutschland.
Das Museum ist im städtischen Kulturzentrum Prinz-Max-Palais untergebracht. Das auch Literaturhaus genannte Gebäude ist außerdem Sitz der Literarischen Gesellschaft Karlsruhe und beherbergt das Stadtmuseum sowie die Jugendbibliothek der Stadtbibliothek.
Das Museum ist ein Veranstaltungsort der Europäischen Kulturtage Karlsruhe sowie der Literaturtage Karlsruhe.

## Geschichte
Das Museum für Literatur am Oberrhein geht auf den 1924 in Heidelberg gegründeten Verein Deutscher Scheffelbund zurück, der sich dem Ziel verpflichtete, den Nachlass des Dichters Joseph Victor von Scheffel aufzuarbeiten und ein Museum zu eröffnen. Das Scheffel-Museum wurde 1926 im damaligen Bibliotheksbau des Karlsruher Schlosses eröffnet, ab 1932 war das Museum im Haus Solms untergebracht.
Im Jahr 1936 erfolgte eine Erweiterung des Scheffel-Museums zum Badischen Dichtermuseum. Drei Jahre später wurde die Museumsabteilung Lebende Dichter um den Oberrhein eröffnet. Allerdings mussten die Aktivitäten des Scheffelbundes, inzwischen zwangsweise eingegliedert in das Reichswerk Buch und Volk, 1944 aufgrund des Zweiten Weltkriegs eingestellt werden. Nach Kriegsende 1945 wurde der Scheffelbund, nun als Volksbund für Dichtung, vormals Scheffelbund, wieder aktiv.
Im Jahr 1965 zog das Museum in die Röntgenstraße in der Weststadt. Nun hatten das Museum und der Verein zum ersten Mal ein eigenes Haus. Die Wiedereröffnung des Museums fand am 20. März 1965 statt, unter dem neuen Namen Oberrheinisches Dichtermuseum. Der Volksbund für Dichtung wurde 1972 in Literarische Gesellschaft (Scheffelbund) umbenannt.
Von Dezember 1995 bis 1998 war das Max-Reger-Institut, welches von Bonn nach Karlsruhe übergesiedelt wurde, im selben Haus wie das Museum untergebracht. 1998 zogen die Literarische Gesellschaft und das Museum in das Prinz-Max-Palais, welches seit 1981 als städtisches Kulturzentrum genutzt wird. Das Museum wurde in Museum für Literatur am Oberrhein umbenannt. Anlässlich des zehnjährigen Bestehens im Prinz-Max-Palais wurde die Dauerausstellung des Museums 2008 überarbeitet.

## Ausstellungen

### Ständige Ausstellung
Die Dauerausstellung ist gegliedert nach Epochen. Ein Ausstellungsraum thematisiert Mittelalter, Humanismus, Barock, Sturm und Drang, Heidelberger Romantik und das 19. Jahrhundert. Ein weiterer Ausstellungsraum befasst sich unter anderem mit der Moderne und ihren Gegenströmungen, Exil und Innere Emigration bis hin zur Literatur der zweiten Hälfte des 20. Jahrhunderts.
Seit der Umgestaltung im Jahr 2008 ist die Dauerausstellung mit multimedialen Elementen und einer Audioführung, sowohl in deutscher als auch in französischer Sprache, ausgestattet. Für Kinder und Jugendliche gibt es eine separate Audioführung.
Sowohl für Johann Peter Hebel als auch für Joseph Victor von Scheffel finden sich eigene Abschnitte. Des Weiteren kann eine Vielzahl von seit 1965 aufgenommenen Lesungen angehört werden, unter anderem von Autoren wie Martin Walser, Juli Zeh und Feridun Zaimoglu.

### Wechselausstellung
Im regelmäßig wechselnden Teil der Ausstellung werden literarische sowie kunst- und kulturgeschichtliche Themen behandelt. Im Folgenden eine Auswahl vergangener Themen:
- 1996: Wer mich einen Fremden heißt – Berthold Auerbachs Jahre in Karlsruhe.
- 2002: Ein Bild der Zeit. Literatur in Baden-Württemberg 1952–1970. Anlässlich des 50-jährigen Landesjubiläums des Landes Baden-Württemberg
- 2007: Karlsruhe 1907: Der Sensationsprozess Carl Hau.
- 2012: Literatur in Baden-Württemberg 1970 bis 2010. Anlässlich des 60-jährigen Landesjubiläums

## Oberrheinische Bibliothek
Die Oberrheinische Bibliothek ist ein Teil des Museums für Literatur am Oberrhein, eine Forschungsbibliothek zur Geschichte der Literatur des Oberrheins. Sie umfasst rund 10.000 Bände sowohl an Quellen als auch an Fachliteratur, darunter seltene Ausgaben wichtiger badischer und elsässischer Autoren des 19. und 20. Jahrhunderts wie Joseph von Auffenberg, Hermine Villinger und Walter Helmut Fritz.
Die Bibliothek ist Mitglied im Südwestdeutschen Bibliotheksverbund. Der Bestand kann im Internet durchsucht werden, die Präsenz-Bibliothek ist öffentlich zugänglich.

## Oberrheinisches Literaturarchiv
Das Oberrheinische Literaturarchiv hat einen Schwerpunkt auf Literatur am Oberrhein, insbesondere des 19. Jahrhunderts. Zentral ist der Nachlass und die Sammlung Joseph Victor von Scheffels. Darüber hinaus sind noch einige weitere Nachlässe archiviert, darunter von Max Barth, Ernst Feuerstein und Louise Bresslau-Hoff. Ebenfalls archiviert ist ein Teil der Korrespondenz des Stahlberg Verlages.
Neben der Literatur wird ein Bildarchiv gepflegt, welches Porträts von Autorinnen und Autoren sowie literarischen Orten und Motiven umfasst.